# Gerald Hörhan

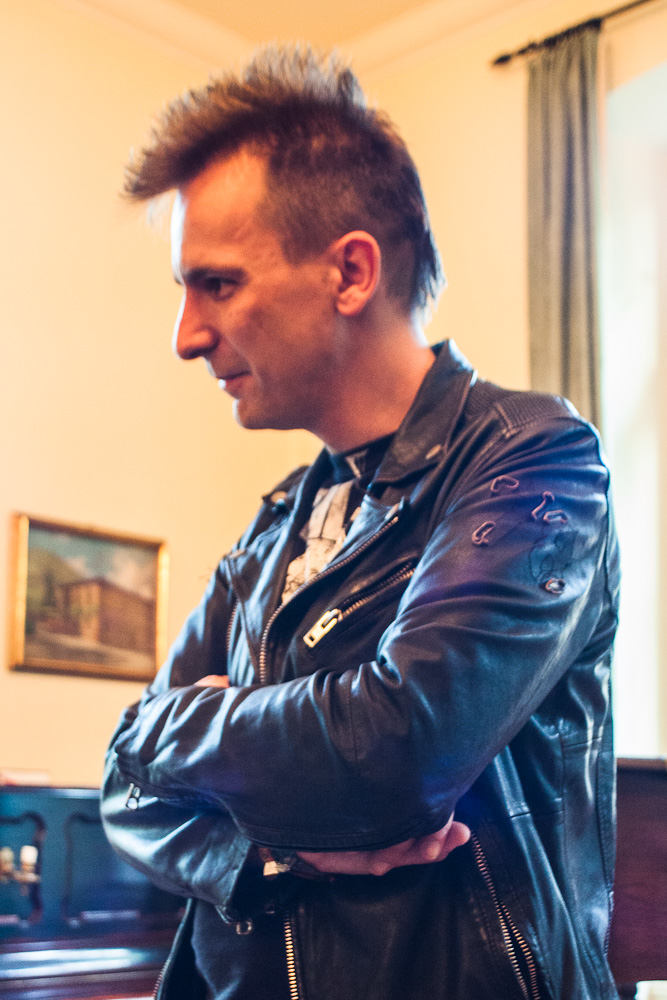
Gerald Hörhan, 2013

Gerald B. Hörhan (* 28. Oktober 1975 in Wien), auch bekannt unter dem Pseudonym Investment Punk, ist ein österreichischer Unternehmer, Autor und Influencer.

## Leben und Werk
Gerald Hörhan besuchte das Bundesgymnasium und Bundesrealgymnasium Keimgasse in Mödling. 1992 und 1993 nahm er für Österreich an der Internationalen Mathematik-Olympiade teil, dabei belegte er 1993 den 44. Rang und gewann damit eine Silbermedaille. Er studierte an der Harvard University angewandte Mathematik sowie Wirtschaft.
Danach war er als Analyst für Fusionen und Übernahmen bei der Privatbank JPMorgan Chase & Co. in New York und als Berater bei McKinsey & Company in Frankfurt tätig. Im Oktober 2011 wurden die Genussscheine seiner Life Settlement Holding AG von der Wiener Börse vom Handel ausgesetzt, nachdem die österreichische Finanzmarktaufsichtsbehörde Untersuchungen wegen des Verdachts auf unerlaubte Bankgeschäfte eingeleitet hatte. Seit 2003 ist er Geschäftsführer der Danube Advisory GmbH, eines Corporate-Finance-Unternehmens für Immobilientransaktionen.
2010 erschien sein Buch Investment Punk. Der Titel wurde auch zu seinem Pseudonym, bei öffentlichen Auftritten zeigt er sich zuweilen mit einer angedeuteten Irokesenfrisur und Kleidung, die an die Punkerszene erinnert.

## Positionen
In seinem Buch Investment Punk vertritt Hörhan die These, dass ein System bestehend aus Staaten, globalen Konzernen und Medien existiert, das der Mittelschicht vorgaukle, für private Investitionen unbedingt Schulden machen zu müssen. Die dadurch entstehende Schuldenlast führe dann in weiterer Folge zu einer Abhängigkeit, welche die Mittelschicht dazu zwinge, systemkonform zu agieren, anstatt eigene Visionen zu verfolgen. Den Ausweg aus diesem Dilemma sieht er im Verhalten eines „intelligenten Punks“, der das System hinterfragt und sich mit kreativen Ideen von den Konventionen der Mittelschicht verabschiedet.
In seinem zweiten Buch Gegengift beschreibt Hörhan, wie seiner Ansicht nach die „politische Klasse“ die eigene Jugend ausbeutet, um die Interessen der Alten zu wahren, während die Jugend diese Entwicklung nicht erkennt, weil sie wirtschaftliche Zusammenhänge nicht versteht.
In seinem nächsten Buch Der stille Raub: Wie das Internet die Mittelschicht zerstört und was Gewinner der digitalen Revolution anders machen beschäftigt er sich mit den Themen Digitalisierung und Soziale Medien.
Sein Taschenbuch mit dem Titel Der Einzimmer-Millionär schaffte es im September 2023 auf Platz 1 der Spiegel-Bestsellerliste. Darin erklärte er, wie er es mit einem Investmentportfolio aus kleinen Ein- und Zweizimmerwohnungen zu einem Leben in „finanzieller Freiheit“ gebracht habe.

## Rezensionen
Die Reaktionen auf sein erstes, kommerziell erfolgreiches, Buch Investment Punk fielen unterschiedlich aus. Negativ rezipiert wurde Hörhan in einer Rezension in der Frankfurter Allgemeinen Zeitung, wo Redakteur Philipp Krohn schrieb, dass man die Börsenweisheiten dieses Buches auch in einem zehnseitigen Folder hätte unterbringen können. In seiner abschließenden Bewertung titulierte er Hörhans Werk als Buch für Masochisten. Christoph Kapalschinski, ein Rezensent des Handelsblattes, unterstellt dem Leser des Buches, dass dieser hoffe, einer Satire zum Opfer gefallen zu sein. Seiner Ansicht nach beleidigt das Buch weniger die Mittelschicht als vielmehr den Intellekt. Milder fielen hingegen die Reaktionen in den österreichischen Medien aus. So befragte die Tageszeitung Die Presse den Autor in einem Interview ausführlich zu den Thesen seines Buches. Corinna Milborn bezeichnete ihn im Wirtschaftsmagazin trend als bösen Buben der Wirtschaftskrise, der höchst amüsant in seinem Erstlingswerk die Mittelschicht beschimpft.
In der Wiener Zeitung beschrieb Christian Ortner Hörhans zweites Buch Gegengift in einer Rezension als leicht verständliches Buch mit hohem Nutzwert vor allem für wirtschaftlich unkundige Leser. Die Ratschläge seien, trotz des nassforschen Stiles, in dem das Buch verfasst ist, plausibel und glaubwürdig.

## Schriften
- mit Roland Mittendorfer: Was kommt nach dem Euro? Herausforderungen und Konsequenzen für die wichtigsten Branchen, Ihr Unternehmen, die Wirtschafts- und Steuerpolitik, die Arbeitsmärkte, den Wettbewerb. Ueberreuter, Wien u. a. 1998, ISBN 3-7064-0438-9.
- Investment Punk. Warum ihr schuftet und wir reich werden. Edition a, Wien 2010, ISBN 978-3-99001-008-2.
- Gegengift. (Wie euch die Zukunft gestohlen wird. Was ihr dagegen tun könnt). Edition a, Wien 2011, ISBN 978-3-99001-029-7.
- Null Bock Komplott. Warum immer die Weicheier Karriere machen und wie ihr es trotzdem schafft. edition a, Wien 2013, ISBN 978-3-99001-058-7.
- Der stille Raub. Wie das Internet die Mittelschicht zerstört und was Gewinner der digitalen Revolution anders machen. Edition a, Wien 2017, ISBN 978-3-99001-212-3.
- Der Einzimmer-Millionär: Wie du gar nicht mehr verhindern kannst reich zu werden. FinanzBuch Verlag, München 2023, ISBN 978-3-95972-531-6.